# Lars Krogh Gerson
Lars Christian Krogh Gerson, född 5 februari 1990 i Luxemburg, är en norsk-luxemburgsk fotbollsspelare som spelar för Kongsvinger.

## Karriär
Krogh Gersons moderklubb är Kongsvinger IL, vilka han representerade i Adeccoligaen och Tippeligaen. I februari 2013 gick han till svenska IFK Norrköping, vilka han skrev ett treårskontrakt med. I januari 2015 värvades Krogh Gerson av GIF Sundsvall, där han skrev på ett treårskontrakt.
I december 2017 återvände Krogh Gerson till IFK Norrköping, där han skrev på ett treårskontrakt.. Efter säsongen 2020 valde Krogh Gerson att inte skriva på ett nytt kontrakt och lämnade som bosman.
I februari 2021 valde Krogh Gerson att skriva på för Racing Santander i den spanska tredjedivisionen. I maj 2021 värvades Krogh Gerson av Brann, där han skrev på ett 1,5-årskontrakt. I januari 2022 värvades Krogh Gerson av Kongsvinger, där han skrev på ett treårskontrakt.